# کوستانیان
کوستانیان  (زبان ارمنی: Կոստանյան), یکی از نام‌های خانوادگی رایج در میان ارمنیان می‌باشد.
- موراد کوستانیان
- رادیک کوستانیان
- واچه کوستانیان
- آرام کوستانیان
- اسپارتاک کوستانیان
- هایکاز کوستانیان
- واهان کوستانیان
- آنا کوستانیان
- پیش‌نویس:آلبرت کوستانیان